# Cdv Software Entertainment

Altes Logo

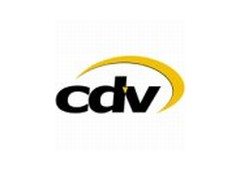
Variante des alten Logos

Die cdv Software Entertainment AG war eines der beiden deutschen an der Frankfurter Börse notierten Verlagshäuser für Unterhaltungssoftware, insbesondere PC- und Konsolenspiele (außerdem: Frogster Interactive Pictures). Am 13. April 2010 musste cdv Insolvenz anmelden. Die erfolgreichsten Marken des Unternehmens waren die Cossacks-Reihe mit weltweit über 1,7 Mio. verkauften Exemplaren sowie die Sudden-Strike-Serie, mit einer ähnlichen Verkaufszahl. cdv war im General Standard (bis 2006 im Prime Standard) notiert, WKN A0MF05.

## Geschichte
Das Unternehmen wurde 1989 von Wolfgang Gäbler und Christina Oppermann als Personenhandelsgesellschaft in Karlsruhe gegründet und später in eine Aktiengesellschaft umgewandelt. Neben Pearl Agency war es in den frühen 1990er Jahren der größte deutsche Vertreiber für Shareware und Public-Domain-Software. Seit Gründung wurden unter anderem Produkte wie Doom, Duke Nukem, Sudden Strike, Cossacks sowie Codename: Panzers in den deutschen und internationalen Charts platziert.
Am 17. April 2000 erfolgte der Börsengang des Unternehmens. Durch die erfolgreichen Spiele Sudden Strike und Cossacks konnte im Jahr 2000 der Umsatz mit 14,5 Mio. Euro im Vergleich zum Vorjahr mehr als verdoppelt, und ein Gewinn von 1,8 Mio. Euro erwirtschaftet werden. Auch im folgenden Jahr gelang durch Absätze der gleichen Spiele, sowie Add-ons zu diesen, eine Umsatzsteigerung auf fast 22 Mio. Euro und ein Gewinn von 1,2 Mio. Euro. 2001 war cdv mit einem Marktanteil von 4,6 % der größte deutsche Publisher von PC-Spielen im Vollpreissegment.
Im Jahr 2002 stagnierte der Umsatz und durch eine erhebliche Vergrößerung der Unternehmung musste ein Verlust von 185.000 Euro ausgewiesen werden. 2003 wurde gar durch außerplanmäßige Abschreibungen in Höhe von 7,2 Mio. Euro auf Spieletitel, deren Entwicklung entweder eingestellt wurde oder die die Absatzerwartungen nicht erreichten (u. a. Lula 3D und Neocron), ein Verlust von fast 11 Mio. Euro ausgewiesen. Durch diese, den „Fortbestand des Unternehmens bedrohenden“:S. 4. Liquiditätssituation, wurde etwa die Hälfte der Belegschaft entlassen.
Im Jahr 2004 konnte jedoch durch den Erfolg des Spiels Codename Panzers – Phase One und eines Add-ons zu Blitzkrieg erneut ein Gewinn von 2,5 Mio. Euro erwirtschaftet werden. Auch 2005 musste im Jahresabschluss kein Verlust ausgewiesen werden, jedoch trat mit den Spielen Cossacks 2, Codename Panzers – Phase Two und Blitzkrieg 2 nicht der gewünschte Erfolg ein, da sich „die Absätze dieser Produkte insgesamt am unteren Ende der Erwartungen“ beliefen. Außerdem ist zu beobachten, dass die ehemaligen Vorstände Gäbler (Vorstandsvorsitzender/CEO seit Gründung der AG bis Juni 2005) und Oppermann ihre Anteile an der Unternehmung reduzieren. Hielten beide im Jahr 2003 zusammen noch 54,14 %, waren es 2007 lediglich noch 9,11 %.
2006 fiel der Aktienkurs auf ein Rekordtief; Zum Jahresabschluss 2006 wies das Unternehmen einen Verlust von mehr als 8,2 Millionen Euro aus. Aufgrund des Aufbrauchens von mehr als der Hälfte des Stammkapitals war cdv durch § 92 Abs. 1 AktG verpflichtet eine außerordentliche Hauptversammlung einzuberufen. In der Präsentation zu dieser Versammlung spricht der cdv-Vorstand von einer drohenden „Zahlungsunfähigkeit im 3. Quartal“. Zur Abwendung der Zahlungsunfähigkeit wurden bereits im August sämtliche Rechte an den Spielen War Front: Turning Point, Panzer Tactics und Jack Keane verkauft. Zudem wird in dieser Veröffentlichung unter anderem in Betracht gezogen, etwa ein Drittel der Belegschaft abzubauen, was bis zum Ende des dritten Quartals auch vollzogen wurde. Der cdv-Vorstand fasst am Schluss dieser Präsentation einen Vergleich mit Konkurrenten folgendermaßen zusammen: „cdv ist im Vergleich zum Wettbewerb hervorragend aufgestellt!“ Zum Jahresabschluss 2006 wurde zudem eine bilanzielle Überschuldung von 1,9 Mio. Euro angegeben, die allerdings durch ein 2005 aufgenommenes Nachrangdarlehen (siehe auch Mezzanine-Kapital) in Höhe von 3,8 Mio. Euro gedeckt ist.
Zur Sanierung des Unternehmens folgten 2007 unter anderem die Ausgabe einer Nullkupon-Wandelanleihe und eine Senkung des Grundkapitals von vormals 1,62 Millionen auf 202.500 Euro. Im Mai erhöhte cdv, nachdem die Firma GDD-Holding verschiedene Gesellschaften (Gamesmania GmbH, POS Service GmbH, SevenM GmbH) in die AG eingebracht hatte, das Grundkapital wieder um 810.000 Euro. Durch diese Maßnahme erhielt Jens Röhrborn, Eigner der GDD-Holding, kurzzeitig über 71 Prozent der Stimmrechte in der AG. Zudem verschob cdv den Schwerpunkt seines Geschäftsfelds von der Verlagstätigkeit zum Vertrieb.
Nachdem nur noch wenige Mitarbeiter in dem Unternehmen tätig waren und der Aktienkurs schon eine geraume Zeit taumelte, meldete die CDV am 12. April 2010 Insolvenz an.

## Veröffentlichte Titel (Auswahl)
- American Conquest
  - Fight Back (1. Add-on zu American Conquest)
  - Divided Nation (2. Add-on (Standalone) zu American Conquest)
- Blitzkrieg
- Codename: Panzers Phase 1
- Codename: Panzers Phase 2
- Combat Mission 1–3
- Cossacks: European Wars
  - Cossacks: The Art of War (1. Add-on zu Cossacks)
  - Cossacks: Back to War (2. Add-on (Stand-Alone) zu Cossacks)
- Cossacks II: Napoleonic Wars
  - Cossacks II: Battle for Europe (Add-on (Stand-Alone) zu Cossacks II)
- Die Römer
- Duke Nukem
- Doom
- Doom 2: Hell on Earth
- Hammer und Sichel
- Jackass: The Game
- Wet – The Sexy Empire
- Lula 3D
- Nightwatch
- No Man’s Land
- Rosso Rabbit in Trouble
- Santa Claus in Trouble
- Shadowgrounds Survivor
- Sudden Strike
- Übersoldier
- 2weistein – Das Geheimnis des roten Drachen
- Project Nomads